# Strepsimanes scieropis
Strepsimanes scieropis är en fjärilsart som beskrevs av Edward Meyrick 1930. Strepsimanes scieropis ingår i släktet Strepsimanes och familjen nattflyn. Inga underarter finns listade i Catalogue of Life.